# Divinità ctonie

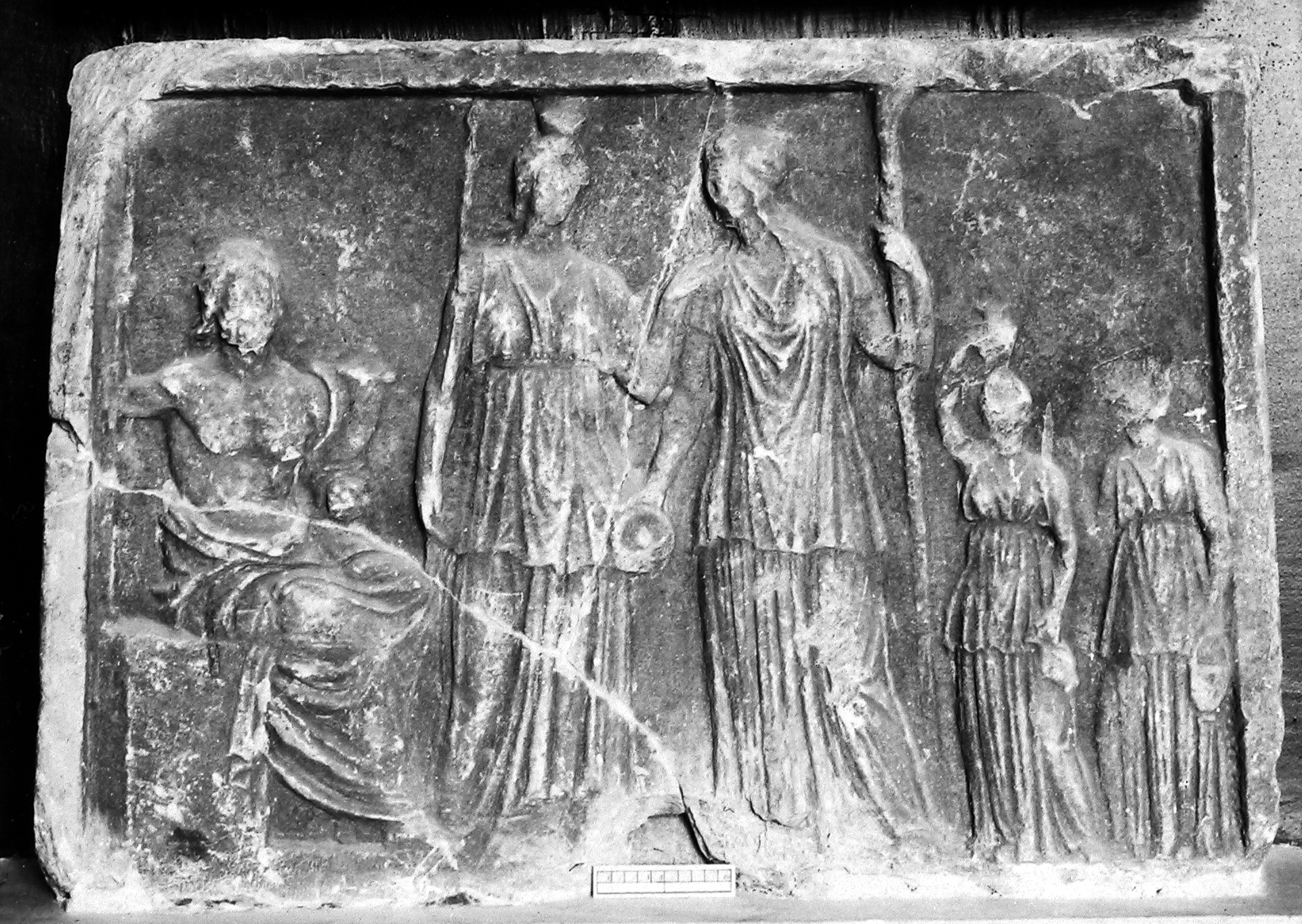
Bassorilievo con divinità ctonie greche (Museo archeologico nazionale di Atene)

Il termine divinità ctonia indica tutte quelle divinità, generalmente femminili, legate ai culti di entità sotterranee, personificazioni di forze sismiche o vulcaniche.
Deriva dalla parola greca usata da Ferecide di Siro per indicare una divinità cosmica originaria insieme con Zas (Zeus) e Kronos: Ctonie (Χθονίη, Chthoníē ovvero Sotterranea, dall'aggettivo greco χθόνιος, chthónios che significa sotterraneo).

## Il mito di Ctonie
Il mito si sviluppa attorno all'archetipo topico delle ierogamie (da ἱερὸς γάμος, hieròs gámos, cioè «nozze sacre»), narrazione del matrimonio fra due divinità principali che incarnando usi tradizionali umani, rappresentano la fondazione di un assetto o più propriamente di un ordine cosmico. La Terra prima delle nozze con il padre degli dèi è Ctonie, cioè Sotterranea; diventa poi Gea (Γῆ) dopo aver vestito un mantello o un velo, donatole come dote dallo stesso Zeus, costituito dalla vegetazione e dalle terre emerse che coprono le sembianze infernali originarie.
(Diogene Laerzio, I, 119.)

## Divinità e culti ctoni in Italia

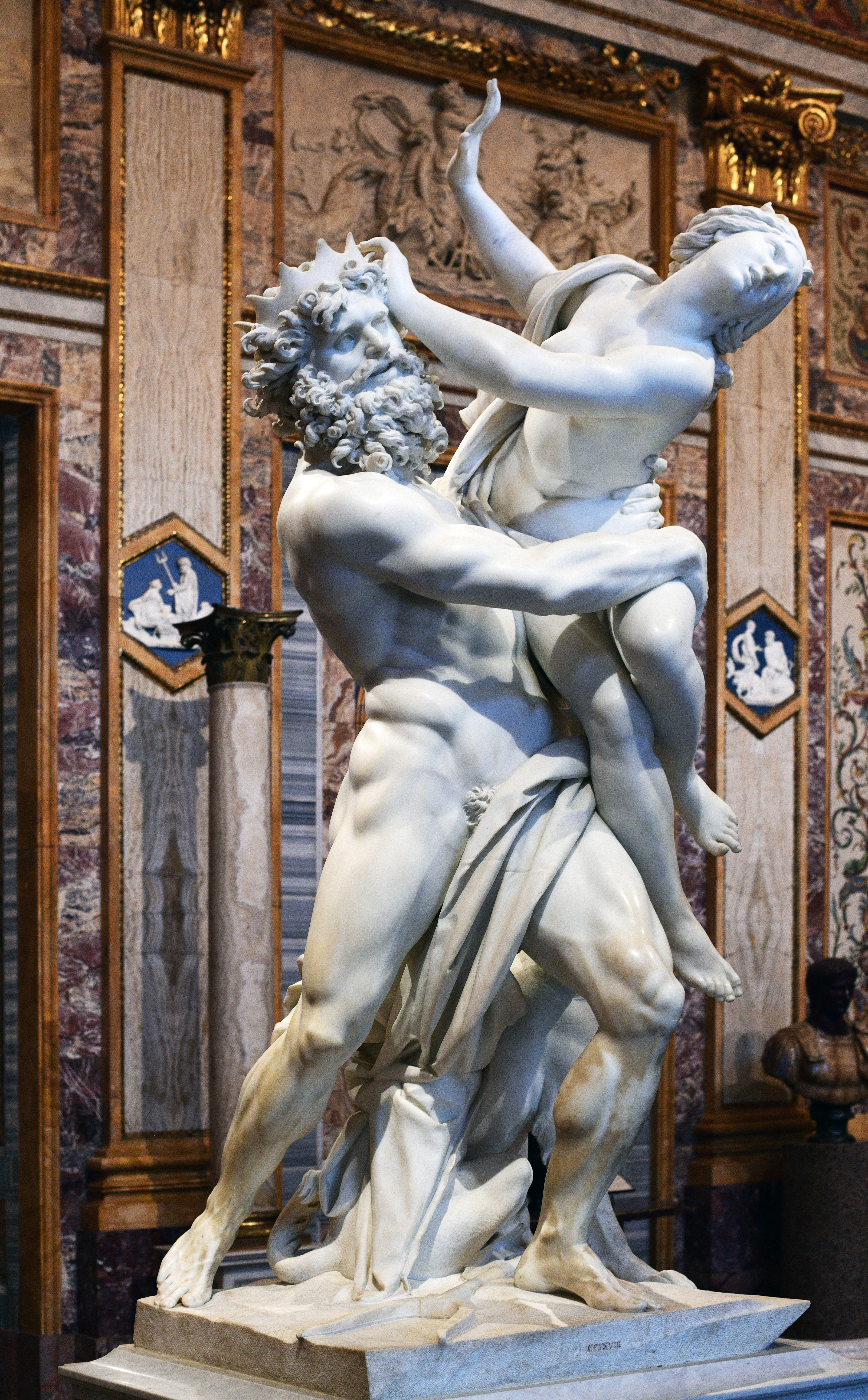
Plutone e Proserpina

Attorno al gioco allegorico del disvelamento/nascondimento sono costruiti altri culti e miti legati all'immortalità dell'anima, alla vita dopo la morte e al ciclo delle stagioni.
Nei santuari delle divinità ctonie sopravvivevano pratiche taumaturgiche o sciamaniche già abbandonate nei santuari delle divinità della polis. In Italia ebbero diffusione fino agli albori del Cristianesimo.
- Giunone vedova: aspetto della dea poco conosciuto e appena citato nelle fonti[3][4], era un culto probabilmente vicino alla divinazione lunare nell'aspetto di luna nuova.
- Persefone: come moglie di Ade, è il più celebre culto ctonio legato al ciclo delle stagioni e al ritorno della fioritura.
- Demetra: vicina ai misteri eleusini e ai culti di Persefone, era protettrice dei raccolti e dei semi, assimilata alla rinascita dopo la morte.
- Feronia: analoga etrusca di Persefone, legata anche a pratiche per la liberazione degli schiavi.
- Angizia: divinità osca, maga e incantatrice di serpenti.
- Mefite: divinità sannita.
- Etna: personificazione divina dell'omonimo monte.
- Cupra: dea dell'abbondanza presso i Piceni.
- Ecate: dea Greca degli spiriti e dei demoni, veniva sempre invocata all'inizio dei misteri eleusini.

### Galleria d'immagini

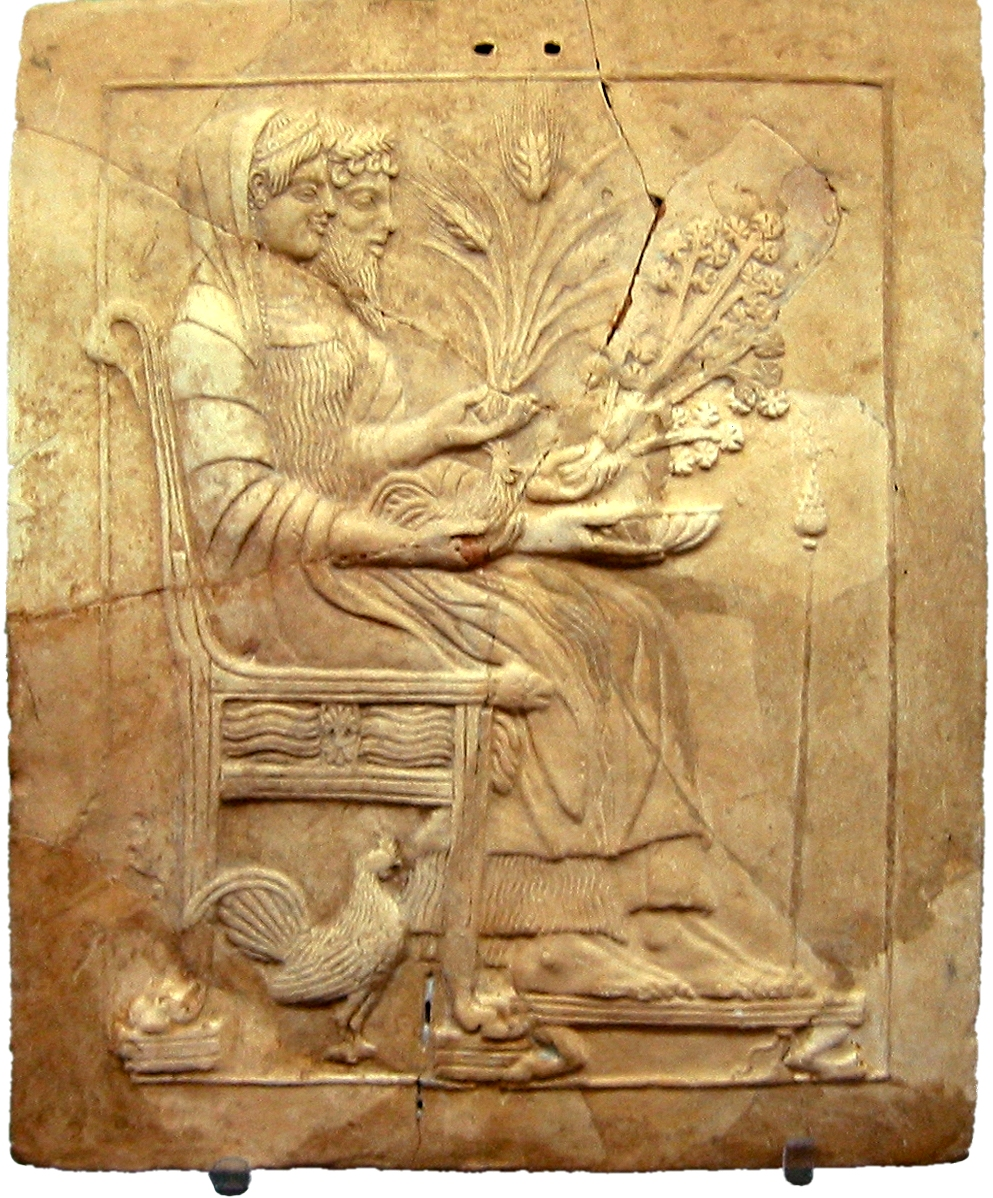
Tavoletta con Persefone e Ade proveniente dagli scavi di Locri (RC).
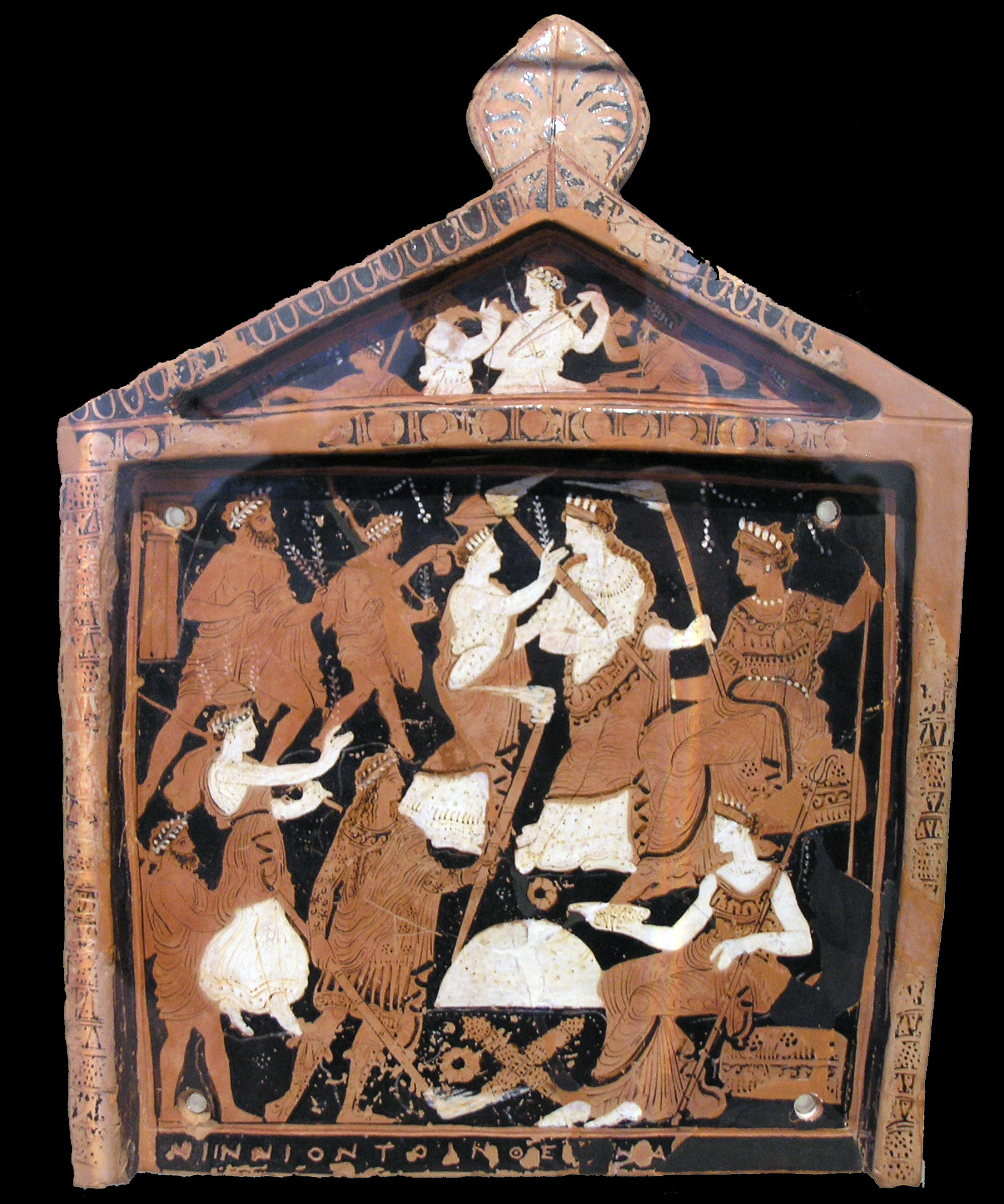
Ex voto di Eleusi con Demetra e Persefone (in alto a destra).

## Altre culture
Nella mitologia indù, la dimensione infera o ctonia è indicata col termine patala, oppure nāraka in senso infernale.